# RDAP
El Protocolo de Acceso a Datos de Registro (RDAP, por sus iniciales en inglés: Registration Data Access Protocol) es un protocolo de comunicaciones de red de computadoras estandarizado por un grupo de trabajo del Grupo de Trabajo de Ingeniería de Internet (IETF) en 2015, después de desarrollos experimentales y discusiones minuciosas. Es un sucesor al protocolo WHOIS, utilizado para buscar datos de registro de recursos de Internet como son nombres de dominio, direcciones IP, y números de Sistema Autónomo (ASN).
Mientras WHOIS esencialmente devuelve texto libre, RDAP entrega los datos en un formato JSON
 
estándar que permite su procesamiento automático. Para cumplir este objetivo, se analizó la salida de todos los servidores WHOIS operativos, realizando un censo de las etiquetas utilizadas

. 
Los diseñadores de RDAP, muchos de los cuales son miembros de registros de números o registros de nombres, lucharon para mantener el protocolo lo más simple posible, dado que se consideró que la complejidad fue una de las razones por las cuales intentos anteriores para reemplazar al protocolo WHOIS, como CRISP e IRIS, hayan fallado. RDAP Está basado en servicios web REST, de modo que los códigos de error, identificación de usuario, autentificación, y control de acceso se gestionan a través de HTTP

.
El mayor retraso para poner RDAP operativo resultó ser el punto de arranque (bootstrap), para reconocer dónde está el servidor de nivel superior para nombres de dominio, rangos de direcciones IP y rangos de números de Sistema Autónomo (ASN). IANA aceptó albergar la información de bootstrap de los registros apropiados y publicarla en direcciones URL bien conocidas en formato JSON. Dichos registros comenzaron vacíos y están siendo completados gradualmente a medida que los registros de nombres de dominio, direcciones IP y números de Sistema Autónomo proveen información de servidores RDAP a IANA

.
Para registros de números, ARIN instaló un servicio público RDAP que también presenta un URL para bootstrap, de modo análogo a lo que hace para WHOIS

Para registros de nombre, ICANN requiere conformidad con RDAP desde 2013

.